# San Mamete
San Mamete ist eine Fraktion und Gemeindesitz der italienischen Gemeinde Valsolda in der Provinz Como, Lombardei.

## Geographie
Der Ort liegt am nördlichen Ufer des Luganer Sees an der Staatsstraße SS340 „Regina“ zwischen Albogasio und Cressogno, zehn Autominuten von der Grenze zwischen Italien und der Schweiz entfernt.
San Mamete zählte 2022 532 Einwohner. Es gibt viele Ferienhäuser, der Tourismus ist das Hauptgeschäft. San Mamete ist von Lugano her mit dem Auto über eine Hauptstraße erreichbar.
Seine grenzende Fraktionen am Ufer des Luganersees sind: Cressogno, Albogasio, Oria und Santa Margherita (am gegenüberliegenden Ufer, südlich des Sees), andere an den Berghängen wie Loggio, Drano, Puria, Dasio und Castello.

## Geschichte
San Mamete war lange Zeit eine unabhängige Gemeinde innerhalb der Zwölf Terren (Albogasio, Casarico, Castello, Cima, Cressogno, Dasio, Drano, Loggio, Oria, Puria, und Bisnago, wobei letzteres auch als Roncaglia bekannt ist und auf der anderen Seite des Sees liegt), die das Lehen von Valsolda bildeten, das von alters her bis zum Ende des Herzogtums Mailand regiert wurde.
Während der spanischen Regierung (16. und 17. Jahrhundert) hatte es, wie alle anderen Dörfer im Tal, begrenzte Befugnisse bezüglich der praktischen Bedürfnisse des gewöhnlichen Lebens, die meisten öffentlichen Entscheidungen wurden jedoch gemeinsam vom Generalrat von Valsolda behandelt.
Valsolda oder Pieve di San Mamete di Valsolda (lateinisch: Plebis Vallis Soldae oder Plebis Sancti Mametis Vallis Soldae) war der Name einer alten Pfarrei der Erzbistum Mailand und des Herzogtums Mailand mit San Mamete Valsolda als Hauptpfarrei. Die Schutzheiligen waren die Märtyrer Mamete und Agapito, denen noch heute die Präfekturkirche von Valsolda gewidmet ist.
Im Jahr 1927 wurde San Mamete  mit den Gemeinden Albogasio, Castello, Cressogno, Dasio, Loggio, Drano und Puria zu der neuen Gemeinde Valsolda zusammengelegt.

## Sehenswürdigkeiten
- Pfarrkirche Santi Mamete e Agapito[3]

## Persönlichkeiten
- Francesco Bellotto (* um 1660 in San Mamete; † nach 1716 ebenda ?), Baumeister in Turin[4]
- Pietro Bellotti (* um 1700 in San Mamete; † nach 1750 ebenda ?), Sohn von Giovan Pietro, Baumeister in Turin[5]